# Отважный (Новосибирская область)
Отважный — посёлок в Черепановском районе Новосибирской области. Входит в состав Майского сельсовета.

## География
Площадь посёлка — 13 гектаров.

## История
В 1965 г. Указом Президиума ВС РСФСР поселок фермы №6 Майского совхоза переименован в Отважный.

## Население
| 2002 | 2007 | 2010 |
| ---- | ---- | ---- |
| 223  | ↗238 | ↘211 |

## Инфраструктура
В посёлке по данным на 2020 год функционирует 1 учреждение здравоохранения.